# Liste der Außenminister von Pakistan
Diese Liste enthält die Außenminister von Pakistan seit der Staatsgründung von Pakistan in chronologischer Reihenfolge.
| Porträt | Name                                    | Amtszeit                                 |
| ------- | --------------------------------------- | ---------------------------------------- |
|         | Liaqat Ali Khan                         | 15. August 1947 bis 27. Dezember 1947    |
|         | Sir Muhammad Zafrulla Khan              | 27. Dezember 1947 bis 24. Oktober 1954   |
|         | Muhammad Ali Bogra                      | 24. Oktober 1954 bis 11. August 1955     |
|         | Hamid-ul-Haq Chaudhry                   | 26. September 1955 bis 9. September 1956 |
|         | Feroz Khan Noon                         | 12. September 1956 bis 7. Oktober 1958   |
|         | Manzur Qadir                            | 29. Oktober 1958 bis 8. Juni 1962        |
|         | Muhammad Ali Bogra                      | 13. Juni 1962 bis 23. Januar 1963        |
|         | Zulfikar Ali Bhutto                     | 24. Januar 1963 bis 31. August 1966      |
|         | Syed Sharifuddin Pirzada                | 20. Juli 1966 bis 25. Mai 1968           |
|         | Mian Arshad Hussain                     | 7. Mai 1968 bis 4. April 1969            |
|         | General Yahya Khan                      | 5. April 1969 bis 20. Dezember 1971      |
|         | Zulfikar Ali Bhutto                     | 20. Dezember 1971 bis 28. März 1977      |
|         | Aziz Ahmed                              | 30. März 1977 bis 5. Juli 1977           |
|         | Agha Shahi                              | 14. Januar 1978 bis 9. März 1982         |
|         | Sahabzada Yaqub Khan                    | 21. März 1982 bis 20. März 1991          |
|         | Siddiq Khan Kanju (Staatsminister)      | 10. September 1991 bis 18. Juli 1993     |
|         | Abdul Sattar (kommissarisch)            | 23. Juli 1993 bis 19. Oktober 1993       |
|         | Sardar Farooq Ahmed Leghari             | 19. Oktober 1993 bis 14. November 1993   |
|         | Sardar Asif Ahmad Ali                   | 16. November 1993 bis 5. November 1996   |
|         | Sahabzada Yaqub Khan (kommissarisch)    | 5. November 1996 bis 17. Februar 1997    |
|         | Gohar Ayub Khan                         | 25. Februar 1997 bis 6. August 1998      |
|         | Sartaj Aziz                             | 6. August 1998 bis 12. Oktober 1999      |
|         | Abdul Sattar                            | 6. November 1999 bis 14. Juni 2002       |
|         | Inam-ul-Haq (Staatsminister)            | 26. Juni 2002 bis 23. November 2002      |
|         | Khurshid Kasuri                         | 23. November 2002 bis 15. November 2007  |
|         | Inam-ul-Haq (kommissarisch)             | 16. November 2007 bis 25. März 2008      |
|         | Shah Mehmood Qureshi                    | 31. März 2008 bis 9. Februar 2011        |
|         | Hina Rabbani Khar                       | 11. Februar 2011 bis 16. März 2013       |
|         | Mir Hazar Khan Khoso                    | 25. März 2013 bis 5. Juni 2014           |
|         | Sartaj Aziz                             | 7. Juni 2013 bis 28. Juli 2017           |
|         | Khawaja Asif                            | 4. August 2017 bis 26. April 2018        |
|         | Abdullah Hussain Haroon (kommissarisch) | 5. Juni 2018 bis 20. August 2018         |
|         | Shah Mehmood Qureshi                    | 20. August 2018 bis 10. April 2022       |
|         | Hina Rabbani Khar (Staatsministerin)    | 19. April 2022 bis 27. April 2022        |
|         | Bilawal Bhutto Zardari                  | 27. April 2022 bis 10. August 2023       |
|         | Jalil Abbas Jilani (kommissarisch)      | 17. August 2023 bis 4. März 2024         |
|         | Mohammad Ishaq Dar                      | Seit 11. März 2024                       |